# Tresors Imperials del Japó

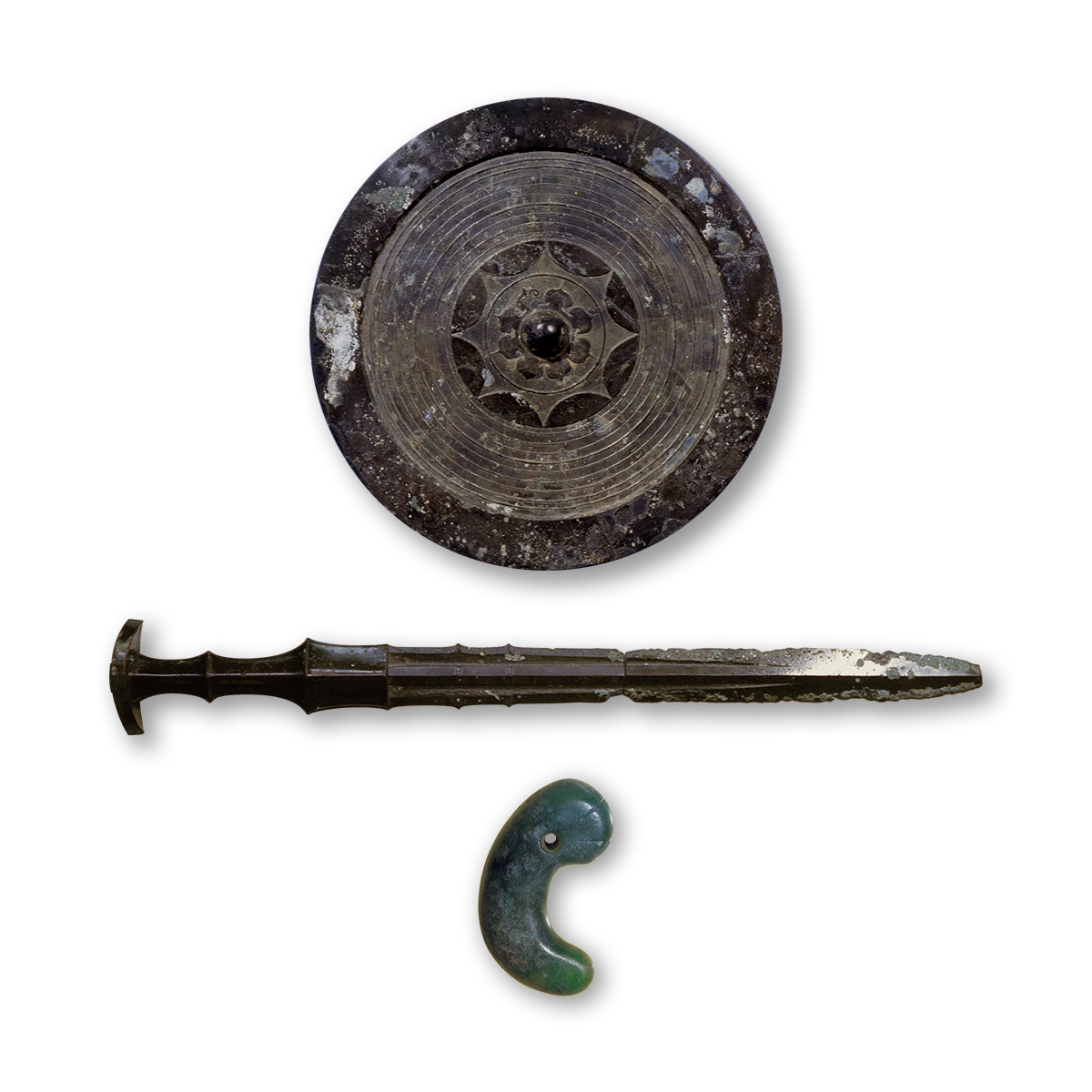
Interpretació d'un artista dels Tresors Imperials del Japó

El Tresor Imperial del Japó (三種 の 神器, Sanshu no Jingi), conegut com «Els Tres Tresors Sagrats», consisteixen en una espasa, Kusanagi (草 薙 剑), una joia o collaret de joies Yasakani no Magatama (八尺 琼 曲 玉) i el mirall Yata no Kagami (八 咫 镜). Representen les tres virtuts primàries del Japó: el valor (l'espasa), la saviesa (el mirall) i la benevolència (la joia). Aquests elements estan connectats a l'ideal budista.
A causa de l'estatus llegendari d'aquests ítems, la ubicació exacta d'aquests no està confirmada però és de coneixement general que l'espasa es troba en el Temple Atsuta a Nagoya, la joia a Koki (el Palau Imperial) a Tòquio i el mirall en el Santuari d'Ise a la prefectura de Mie.